# Curtiss XP-31
Le Curtiss XP-31 Swift (initialement désigné par son numéro de projet XP-934) était un prototype d'avion de chasse monoplan expérimental (d'où la dénomination XP) construit par la Curtiss-Wright Corporation pour le compte de l'United States Army Air Corps.
Il fut le premier avion de chasse américain à disposer d'un cockpit fermé, et le dernier à posséder un train d'atterrissage fixe ainsi que des ailes avec haubans externes. Malgré ces innovations, le XP-31 ne présentait aucun avantage par rapport à son concurrent, le Boeing P-26 Peashooter, et ne fut donc pas produit en série.

## Design et développement
Curtiss proposa le XP-31 (numéro de projet XP-934) lors d'une compétition en 1932 face au P-26 de Boeing. C'est un monoplan à aile basse avec un train d'atterrissage fixe, entièrement métallique. Il effectue son premier vol en juillet 1932, des caractéristiqques inspirés de l'avtion d'attaque au sol A-8 Shrike produit l'année précédente. Il devient le premier chasseur monoplace à cockpit fermé de l'Air Corps, mais également le dernier à avoir un train fixe et des ailes haubanées. Malgré sa petite taille, l'appareil, qui peut embarquer environ 474 litres de carburant, est lourd (une tonne et demi), peu rapide et avec une autonomie insuffisante (environ 600 km). Curtiss met en avant l'introduction de nouvelles technologie , mais le XP-31 apparait comme un avion au design obsolète  et les tests montrent qu'il ne répond pas aux attentes en matière de performances,.
Propulsé initialement par un moteur Wright Cyclone radial R-1750  de 700 ch (520 kW), ses performances furent décevantes, malgré la présence de fentes de bord d'attaque rétractables et de grands volets de bord de fuite. Un moteur Curtiss V-1570 Conqueror de 600 ch (450 kW) fut alors installé en remplacement (la même que l'A8). Sous cette configuration, le Curtiss XP-31 Swift (numéro de série 33-178) fut livré le 1er mars 1933, mais en ayant déjà perdu face au P-26. L'unique exemplaire fut mis au rebut en 1935,.

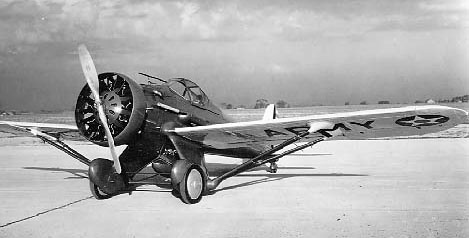
Le Curtiss XP-31 dans sa configuration initiale, avec le moteur Wright Cyclone R-1750.
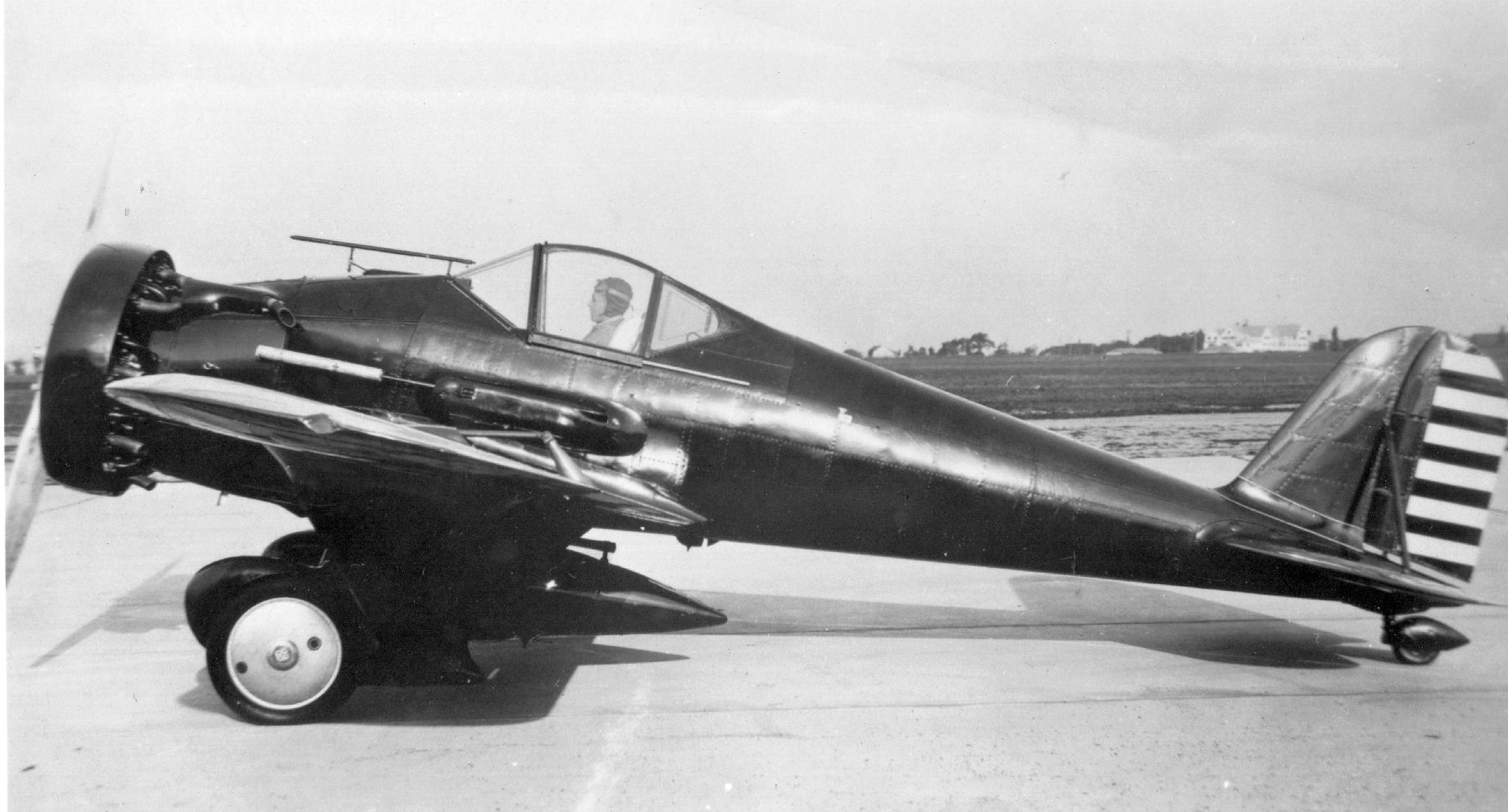
Le Curtiss XP-31 dans sa configuration initiale, avec le moteur Wright Cyclone R-1750, vue de côté.

## Spécifications techniques
Données de U.S. Fighters: Army-Air Force 1925 to 1980s et Fighters of the United States Air Force.
Caractéristiques générales
- Équipage : 1 pilote
- Longueur : 8 m (23 ft et 3 in)
- Envergure : 11 m (36 ft)
- Hauteur : 2,4 m (7 ft et 9 in)
- Surface alaire : 16,86 m2 (203 ft2)
- Masse à vide : 1 512 kg (3 334 lb)
- Masse typique : 1 879 kg (4 143 lb)
- Moteur :    de     chacun

 Performances 
- Vitesse maximale : 335 km/h (208 mph ou 181 NM)
- Autonomie : 595 km
- Plafond : 7 437 m (24 400 ft)

Armement

- Canons : 4 mitrailleuses Browning 1919 de calibre 7,62 mm, 2 montées fixes dans le capot moteur et 2 - montées fixes également - sur les flancs du nez.

## Biographie
- (en) Peter M. Bowers, Curtiss Aircraft 1907-1947, Londres, Putnam & Company Ltd., 1979 (ISBN 0-370-10029-8).
- (en) David. Donald, Encyclopedia of World Aircraft, Etobicoke, Prospero Books, 1997 (ISBN 1-85605-375-X).
- (en) Robert F. Dorr et David Donald, Fighters of the United States Air Force, Londres, Aerospace Publishing, 1990 (ISBN 0-600-55094-X).
- (en) William Green et David Swanborough, The Complete Book of Fighters, New York, Smithmark, 1994 (ISBN 0-8317-3939-8).
- (en) Lloyd S. Jones, U.S. Fighters: Army-Air Force 1925 to 1980s, Fallbrook, Aero Publishers, 1975 (ISBN 0-8168-9200-8).
- (en) Pedigree of Champions: Boeing Since 1916, Seattle, The Boeing Company, 1969, 3e éd..